# Fentange
Fentange (lb. Fenteng, niem. Fentingen) – wieś (Uertschaft) w południowym Luksemburgu, w kantonie Luksemburg, w gminie Hesperange. Do 3 października 2015 miejscowość leżała w dystrykcie Luksemburg. Liczy 2627 mieszkańców (1 stycznia 2023). 

## Sport
VC Fentange to tutejszy sportowy klub siatkarski.